# Joel McKinnon Miller
Joel McKinnon Miller (* 21. Februar 1960) ist ein US-amerikanischer Schauspieler. Er ist bekannt für seine Rollen in den US-amerikanischen Fernsehserien Big Love als Don Embry und Detective Norman Scully in Brooklyn Nine-Nine.

## Leben
Miller, aufgewachsen in Rockford, Minnesota, nahm bereits als Jugendlicher Gesangsunterricht für eine spätere Karriere als Opernsänger und studierte daraufhin an der University of Minnesota Duluth Theaterwissenschaften. Er brach das Studium 1980 kurz vor Beendigung ab, holte seinen Abschluss allerdings 2007 nach.
Vor seiner Hauptrolle in der Fernsehserie Big Love war er in drei Episoden als Lyle Nubbin in der Fernsehserie Las Vegas zu sehen. Seit 1991 ist er immer wieder in verschiedenen US-amerikanischen Fernsehserien als Gastdarsteller tätig, unter anderem in Cold Case, Murphy Brown, The Commish, Curb Your Enthusiasm, Pacific Blue, Dharma & Greg, The X Files, ER, Malcolm in the Middle, Roswell, CSI: Crime Scene Investigation, Deadwood, Six Feet Under, Desperate Housewives, Boston Legal, The Closer und Everybody Loves Raymond.
Seine bisher größte Rolle in einem Film ist in dem 2003 erschienenen Fernsehfilm Secret Santa. Er war außerdem Bestandteil von The Truman Show, Galaxy Quest, Rush Hour 2 und Men in Black II. Außerdem lieh er Bromley im Animationsfilm The Swan Princess (deutscher Titel: Die Schwanenprinzessin) seine Stimme. Von 2013 bis 2021 war er fester Bestandteil in der Fernsehserie Brooklyn Nine-Nine als Detective Norman Scully.

## Filmografie
| Jahr      | Titel                                      | Rolle                |                                 |
| --------- | ------------------------------------------ | -------------------- | ------------------------------- |
| 2016      | Soy Nero                                   | Sergeant Frank White |                                 |
| 2013–2021 | Brooklyn Nine-Nine                         | Norman Scully        |                                 |
| 2012–2013 | American Horror Story: Asylum              | Det. Connors         | drei Episoden                   |
| 2011      | Super 8                                    | Sal Kaznyk           |                                 |
| 2011      | Bones – Die Knochenjägerin                 | U.S. Border Agent    | Episode: The Feet on the Beach  |
| 2010      | The New Adventures of Old Christine        | Officer Dutton       | eine Episode                    |
| 2006–2011 | Big Love                                   | Don Embry            | 46 Episoden                     |
| 2005–2006 | Las Vegas                                  | Lyle Nubbin          | drei Episoden                   |
| 2005      | Alle lieben Raymond                        | George               | eine Episode                    |
| 2004      | Deadwood                                   | Nathan Gordon        |                                 |
| 2004      | Cold Case – Kein Opfer ist je vergessen    | Brad Atwater         | eine Episode                    |
| 2002      | Friday After Next                          | Officer Hole         | Film                            |
| 2002      | Men in Black II                            | Agent                | Film                            |
| 2001      | Lass es, Larry!                            | Dr. Wiggins          | Episode: „Shaq“                 |
| 2001      | The Jennie Project                         | Frank                | Fernsehfilm                     |
| 2001      | Nikki                                      | Mr. Higgins          | eine Episode                    |
| 2000      | Family Man                                 | Tommy                | Film                            |
| 2000      | Chaos City                                 | George               | eine Episode                    |
| 2000      | Miracle in Lane 2                          | Bill                 | Fernsehfilm                     |
| 2000      | Emergency Room – Die Notaufnahme           | Mr. Emerson          | eine Episode                    |
| 2000      | Malcolm mittendrin                         | Officer Carl         | eine Episode                    |
| 1999      | Galaxy Quest – Planlos durchs Weltall      | Warrior Alien        |                                 |
| 1999      | JAG – Im Auftrag der Ehre                  | Gary Sharps          | eine Episode                    |
| 1999      | The Thirteenth Year                        | Hal                  | Fernsehfilm                     |
| 1999      | Akte X – Die unheimlichen Fälle des FBI    | Deputy Greer         | Episode: „Agua Mala“            |
| 1998      | Rugrats                                    | Dummi Bear           | Synchronstimme, eine Episode    |
| 1998      | Maggie                                     | Mr. Dawson           | eine Episode                    |
| 1998      | The Rat Pack                               | G-Man #1             | Fernsehfilm                     |
| 1998      | Die Truman Show                            | Garage Attendant     |                                 |
| 1998      | Blackout Effect                            | Brian Mack           | Fernsehfilm                     |
| 1997      | Dharma & Greg                              | Hooper               | eine Episode                    |
| 1997      | The Maker                                  | Customs Officer      |                                 |
| 1997      | Dead Men Can’t Dance                       | Bearclaw             |                                 |
| 1997      | Crisis Center                              | Bob                  | eine Episode                    |
| 1997      | Prison of Secrets                          | Dennis               | Fernsehfilm                     |
| 1996      | Star Trek: Klingon                         | Video Game           |                                 |
| 1996      | Boston Common                              | Manager              | Episode: „Everybody’s Stalking“ |
| 1996      | Pacific Blue – Die Strandpolizei           | Rat Man              | eine Episode                    |
| 1996      | Sister, Sister                             | Bert Walker          | eine Episode                    |
| 1996      | The Home Court                             | Cousin Roy           | eine Episode                    |
| 1995      | Courthouse                                 | Officer Lucas        | eine Episode                    |
| 1995      | Picket Fences – Tatort Gartenzaun          | Painter              | eine Episode                    |
| 1995      | Der Polizeichef                            | Michael Muldoon      | zwei Episoden                   |
| 1995      | The Rockford Files: A Blessing in Disguise | Mackie               | Fernsehfilm                     |
| 1994      | The Swan Princess                          | Bromley              | Voice Only                      |
| 1994      | Hardball                                   | Fan #1               | eine Episode                    |
| 1994      | Wagons East                                | Zack Ferguson        |                                 |
| 1993      | Nightmare Lover                            | Minister             |                                 |
| 1993      | Dream On                                   | Dick Hermann         | eine Episode                    |
| 1993      | Mother of the Bride                        | Photographer         | Fernsehfilm                     |
| 1992      | Forever Young                              | Man At Picnic        |                                 |
| 1992      | The Powers That Be                         | Telephone Repair Guy | eine Episode                    |
| 1991      | Murphy Brown                               | Joe Smith            | eine Episode                    |